# Parafia św. Jana Nepomucena w Łagiewnikach
Parafia św. Jana Nepomucena w Łagiewnikach – parafia rzymskokatolicka w Bytomiu-Łagiewnikach, w archidiecezji katowickiej, erygowana w 1894 roku.

## Początki
Łagiewniki (dzielnica Bytomia) od początku swego istnienia, to jest od XIII wieku, związane są z miastem Bytom. Na południe od dzisiejszych Łagiewnik lasy i pastwiska sięgały po Hajduki (obecnie Chorzów Batory), aż do potoku Rawa, którą jeszcze w XIII wieku nazywano "Roździanką". Północną granicę Łagiewnik stanowi Bytomka, potok wypływający z maciejkowickich pól oraz z wyschniętego już źródła „Jacek” pod Rozbarkiem. Historyk Jan Długosz potok Bytomkę nazywa „Kaczawą”. Wody Bytomki wpływają do Odry, zaś Rawy – do Wisły.
W roku 1200 na ziemi bytomskiej istniał tylko jeden kościół – tzw. Małgorzatka. „Małgorzatka” to mały, murowany kościółek pod wezwaniem św. Małgorzaty. Został on wybudowany na wzgórzu św. Małgorzaty, przez Bolesława Kędzierzawego w roku 1170 i jako kościół grodowy ofiarowany benedyktynom w Oławie pod Wrocławiem. Wzgórze otoczone było fosą i murem obronnym, tak zwanym ostrokołem z mostem. Budowla ta wykonana była z drewna. Całe wzgórze było zabudowane w formie spłaszczonego koła, w którego centrum stał kościół. W przypadku napadu grabieżców spełniał on funkcję obronną.
Na wzgórze św. Małgorzaty podążali również mieszkańcy Łagiewnik, nazywani ludźmi „z dalsza” bądź też ludźmi mieszkającymi w „cieniu Małgorzatki”. „Małgorzatka” była zatem dla nich, począwszy od XIII wieku, aż do drugiej połowy XVII wieku kościołem parafialnym.
Gród na „Małgorzatce” stracił na znaczeniu w wyniku szybkiego rozwoju podgrodzia, gdzie znajdował się plac targowy. Okoliczni chłopi gromadzili się tu początkowo w czwartki, a następnie w niedziele. Gdy w roku 1660 kościół św. Małgorzaty stał się kaplicą cmentarną, ludność zaczęła gromadzić się w kościele Najświętszej Maryi Panny.
Od 1840 roku proboszczem w kościele Najświętszej Maryi Panny był ks. Józef Szafranek. Zwrócił uwagę na to, że bytomska świątynia nie potrafi pomieścić z roku na rok wzrastającej liczby parafian. W niedziele i święta powstawał w kościele taki tłok, że ludzie mdleli, a wielu pozostawało na zewnątrz w słońcu, na deszczu bądź na mrozie. Z jego inicjatywy wkrótce parafia bytomska została podzielona i powstały parafie: św. Barbary w Chorzowie, św. Jana Chrzciciela w Goduli. On również rozpoczął zbieranie ofiar na budowę kościoła w Łagiewnikach.

## Budowa kościoła
W 1874 roku otwarto w Łagiewnikach pierwszą szkołę, którą w 1879 roku, zamieniono na kaplicę, w której z kolei do roku 1883, raz w tygodniu odprawiano mszę świętą.
Następcą ks. Szafranka w parafii bytomskiej był ks. Norbert Bonczyk – gorliwy orędownik powstania kościoła w Łagiewnikach. Od 1889 roku rozpoczął zbiórkę pieniędzy na budowę nowego kościoła w Łagiewnikach. Rząd pruski nie godził się jednak na rozpoczęcie budowy, jeżeli parafia nie mogła jeszcze wykazać się posiadaniem wymaganych funduszy, potrzebnych do jej zakończenia. Bytomski proboszcz zwrócił się w związku z tym o pomoc do właścicieli Łagiewnik: Zjednoczonych Hut „Królewskiej” i „Laury” oraz do pułkownika wojsk pruskich von Thiele-Winklera w Bytomiu –  Miechowicach. Zarządy obu właścicieli odmówiły wsparcia, tłumacząc się brakiem pieniędzy.
W lutym 1891 roku Rada Gminy w Łagiewnikach zakupiła posiadłości gospodarzy:
Jagły, Mosza, Zwierza i Królikowskiego za 27000 marek. Zwożono kamienie, drewno, cegły i piasek. Ciągłe jednak przetargi z władzami utrudniały rozpoczęcie robót budowlanych. W toku tych zatargów i zbierania funduszy, zachorował ks. Norbert Bonczyk, który zmarł
18 lutego 1893 roku na zawał serca. Trud budowy kościoła przejął ks. dziekan Teodor Myśliwiec. Jego staraniem parafia otrzymała zgodę na budowę kościoła, zarówno od rządu pruskiego, jak i z Kurii Biskupiej.
1 października 1894 roku rozpoczęto budowę. W 1894 roku biskup wrocławski Georg Kopp powołał do życia nową parafię, wyłączając teren z dotychczasowej parafii Najświętszej Maryi Panny w Bytomiu. Parafia pozostała w dekanacie bytomskim. Jesienią 1896 roku kościół pokryty był już dachem. Pracowano każdego dnia, do późnego wieczora.
Kościół zaprojektował budowniczy Jakisch z Bytomia. Budową kierował ks. dziekan Myśliwiec.  20 grudnia 1896 roku kościół został poświęcony. Pierwszym proboszczem został mianowany ks. Rudolf Jauernick (19 VIII 1897). Ołtarze boczne i stacje Drogi Krzyżowej kościół otrzymał w roku 1899. 12  maja 1902 roku konsekracji dokonał biskup wrocławski Georg Kopp. Obecny wystrój kościoła jest autorstwa inżyniera Adriana Szendzielorza.

W roku 1899 w kościele firma Schlag zbudowała 35 głosowe organy. Jest to instrument dwumanuałowy, pneumatyczny zarówno w trakturze gry jak i w trakturze rejestrowej. Został zaprojektowany w romantycznej estetyce brzmieniowej. Posiada 3 głosy językowe. Zarówno na manuałach jak i w pedale zastosowano stożkowy system wiatrownic. W latach 90. instrument został wyremontowany.
Na terenie parafii od roku 1984 znajduje się ochronka prowadzona przez elżbietanki cieszyńskie. W 2004 roku powstał Parafialny Ośrodek Kultury i sportu im. bł. ks. Józefa Czempiela.

## Duszpasterze
- ks. Rudolf Jauernick 1897 – 1922
- ks. Paweł Pucher 1923 – 1946
- ks. Augustyn Zając, administrator 1946 – 1953
- ks. Jerzy Józefowicz, administrator 1953 – 1981
- ks. Alfred Szkróbka 1981 – 2005
- ks. Jacek Moroń 2005 – 2019
- ks. Jarosław Oleś 2019 -